# مونداینو
مونداینو (به ایتالیایی: Mondaino) یک کومونه در ایتالیا است که در استان ریمینی واقع شده‌است.

## خصوصیات
مونداینو ۱۹٫۸ کیلومترمربع مساحت و ۱٬۴۸۶ نفر جمعیت دارد و ۴۲۰ متر بالاتر از سطح دریا واقع شده‌است.